# Eleanor Smeal
Eleanor Smeal (née Eleanor Marie Cutri, le 30 juillet 1939 à Ashtabula (Ohio)) est une militante féministe, analyste politique et lobbyiste américaine.
Elle est la fondatrice et présidente de la Feminist Majority Foundation et a été présidente de National Organization for Women à deux reprises. Elle intervient régulièrement à la télévision et la radio et a témoigné devant le Congrès sur des questions féminines.
En tant que l'un des principaux dirigeants du mouvement féministe moderne, Eleanor Smeal a organisé de nombreux événements et fait des discours sur les principes du féminisme, l'égalité et les droits de l'homme aux États-Unis et à l'étranger.

## Jeunesse et éducation
Eleanor Smeal est d'origine italienne, ses parents sont Peter Anthony Cutri et Joséphine E. Agresti. Son père a émigré de Calabre, en Italie et est devenu vendeur d'assurance.
Après avoir obtenu son diplôme de la Strong Vincent High School (en) en 1957, Eleanor Smeal a suivi des cours à l'Université Duke. À l'époque, les femmes ne représentaient que 25 % des étudiants inscrits. Elle participé à la lutte pour l'ouverture de l'université Duke aux femmes et obtenu un Phi Beta Kappa en 1961. Elle est également titulaire d'une maîtrise en sciences politiques de l'Université de Floride et un diplôme honorifique de doctorat en droit de l'Université Duke.
Depuis 2001, Eleanor Smeal est également l'éditeur du magazine féministe Ms. qui est détenu et publié par la Feminist Majority Foundation.
Elle est mariée à Alexis E. Smeal.

## Militantisme
Eleanor Smeal rejoint la National Organization for Women (NOW) en 1970 et en a été présidente de 1977 à 1982 et de 1985 à 1987. Durant cette période, elle a organisé la première marche nationale pour les droits à l'avortement qui a attiré plus de 100 000 militants à Washington. En 1986, un sondage Newsweek / Gallup indique que 56 % des femmes aux États-Unis s'identifient comme féministes.
Après avoir quitté NOW en 1987, Eleanor Smeal ressent la nécessité d'une nouvelle organisation féministe qui allie la recherche, la sensibilisation par l'éducation et l'action politique.
Plusieurs mesures législatives portent l'empreinte d'Eleanor Smeal dont :
- la législation sur le libre accès à l'entrée des cliniques (influencée par l'affaire Madsen v. Women's Health Center, Inc. (en)) signé par le président Bill Clinton, loi adoptée en 1994 qui interdit l'utilisation de l'intimidation ou la force physique pour empêcher ou décourager les personnes à avoir accès, soit à un établissement de soins (qui comprend notamment la plupart des cliniques d'avortement), soit à un établissement religieux, dans l'exercice de la liberté de culte. La loi crée aussi des sanctions spécifiques pour la destruction ou les dommages à un établissement de soins ou un lieu de culte
- la défaite de la California Proposition 209 (en), qui dit « l'État ne fait pas de discrimination ou n'accorde pas de traitement préférentiel à tout individu ou groupe sur la base de la race, du sexe, de la couleur, de l'origine ethnique, de l'origine nationale dans l'emploi public, l'éducation publique, ou de marchés publics. »
- la loi contre la discrimination liée à la grossesse, lorsque les femmes enceintes sont licenciés, non engagées, ou victimes de discrimination en raison de leur grossesse ou de l'intention de devenir enceinte.
- l'Equal Credit Opportunity Act (en), qui rend illégal pour un créancier de faire une discrimination sur la base de la race, la couleur, la religion, l'origine nationale, le sexe, l'état matrimonial, ou l'âge.
- la loi sur la restauration des droits civils,
- la loi sur la violence contre les femmes,

Eleanor Smeal a également joué un rôle majeur dans l'élimination de la ségrégation entre les sexes dans les petites annonces, les luttes pour rendre la sécurité sociale et les retraites plus équitables pour les femmes par le biais d'un budget féministe, combler l'écart de salaire entre hommes et femmes jusqu'à atteindre l'équité salariale et étendre la loi sur l'avortement à l'avortement pour convenances personnelles.